# Nordperd

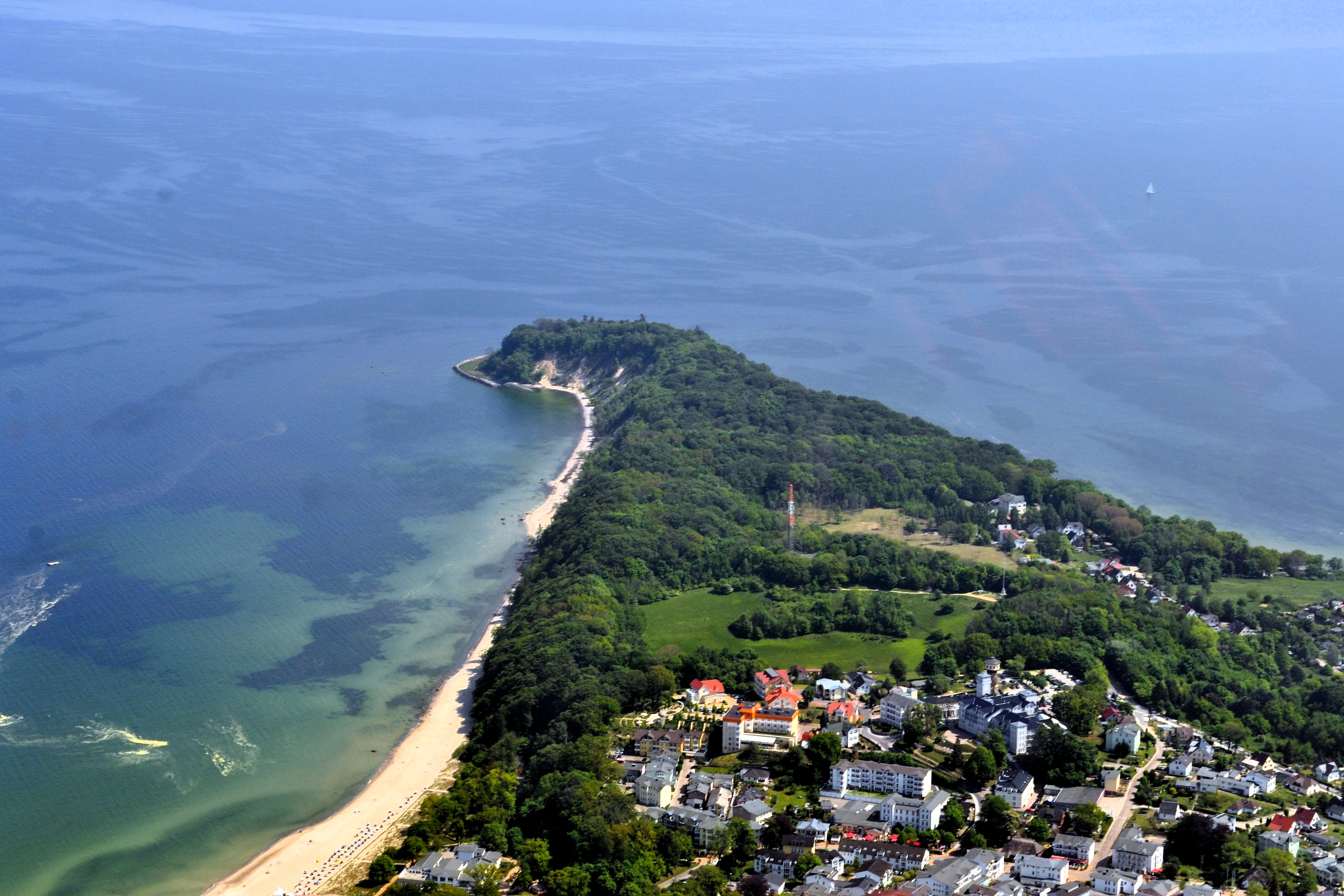
Luftbild Nordperd

Das Nordperd (Perd = slawisch Vorsprung) ist ein Kap auf Rügen. Es ist Teil des Biosphärenreservates Südost-Rügen und des Naturschutzgebietes Mönchgut.
Das Kap bildet den östlichsten Punkt der Insel Rügen und des Landkreises Vorpommern-Rügen. Die etwa 1500 Meter lange Landzunge hat die Form eines gleichschenkligen Dreiecks, das nach Osten in einem etwa 20 Meter hohen bewaldeten Kliff spitz ausläuft. Das Nordperd wurde durch Küstenschutzmaßnahmen befestigt und somit von aktiven Prozessen der Ausgleichsküste abgeschnitten.
Der Teilbereich Nordperd des Naturschutzgebietes Mönchgut umfasst 69 ha. Charakteristisch sind Trockenrasen, der Bergahorn-Eschenhangwald am Kliff sowie Strand und Flachwasserbereiche.
Der nördliche Strandabschnitt mit Kurpromenade des Ostseebades Göhren wird durch das Kap Nordperd vom nach Süden ausgerichteten Strand Göhrens getrennt.
Zwischen der Göhrener Seebrücke und dem Nordperd liegt mit dem Buskam der größte bisher in Norddeutschland gefundene Findling, der etwa einen Meter aus dem Meer ragt.
Das Gegenstück zum Nordperd bildet das Südperd, die Südostspitze Rügens in der Gemeinde Thiessow. Zwischen dem Nordperd und dem elf Kilometer entfernten Südperd erstrecken sich flache Sandstrände der Halbinsel Mönchgut, unterbrochen vom 15 Meter hohen Kliff des Lobber Ortes.

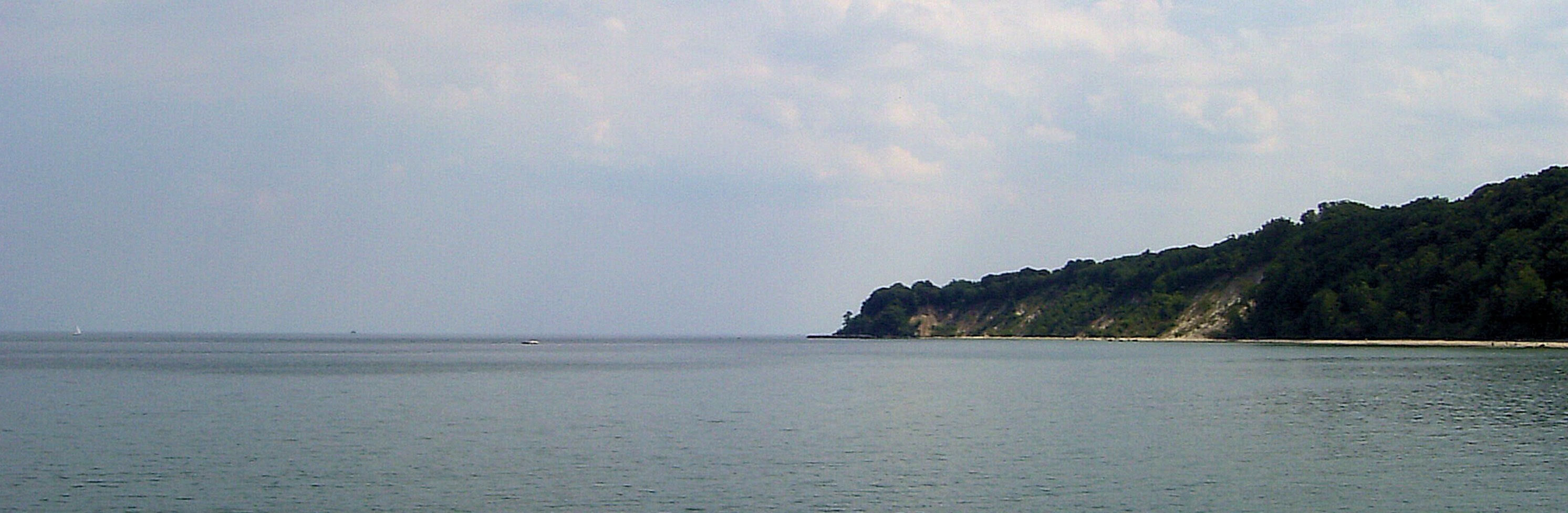
Kap Nordperd von der Seebrücke Göhren aus gesehen, links vom Kap der Buskam
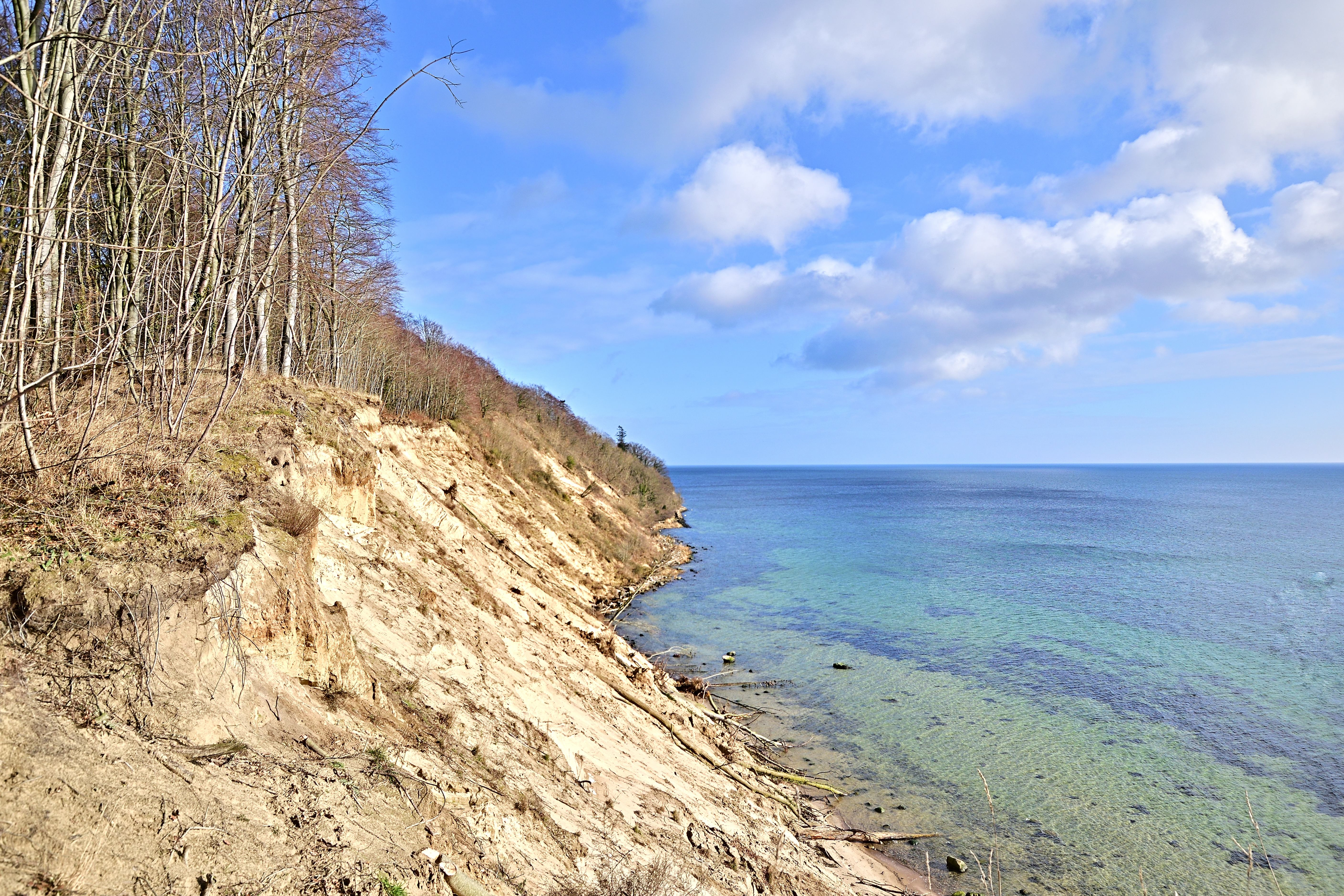
Blick vom Kap des Nordperds